# Н. Т. Рама Рао молодший
Нандамурі Тарака Рама Рао-молодший (народився 20 травня 1983 року), також відомий як Jr NTR або Тарак, — індійський актор, співак і телеведучий, який працює в кінотелугу . За 20-річну кар'єру в кіно він знявся у понад 30 фільмах. Рама Рао, якого в народі називають «Молодий тигр Толлівуда» , отримав дві нагороди штату Нанді, дві премії Filmfare Awards South і чотири нагороди CineMAA . Одним з найбільш високооплачуваних акторів телугу, він зайняв 28 місце в списку Forbes India Celebrity 100 у 2018 році.
Онук актора-політика телугу Н. Т. Рама Рао Рама Рао-молодший зіграв головну роль дитячого актора у фільмі «Рамаянам» (1996), який того року отримав Національну кінопремію за найкращий дитячий фільм . Він дебютував як актор головної ролі з Нінну Чодалані (2001) і мав успіх у фільмі «Студент № 1» (2001). Він зарекомендував себе як видатний актор кіно телугу , виконавши ролі в таких роботах, як Aadi (2002), Simhadri (2003), Rakhi (2006), Yamadonga (2007), Adhurs (2010), Brindavanam (2010), Temper (2015), Наннаку Премато (2016), Джанатха Гараж (2016), Джай Лава Куса (2017) і Аравінда Самета Віра Рагхава (2018).
Рама Рао-молодший також помітний у телевізійній індустрії. У 2017 році він вів перший сезон реаліті-шоу на телугу Bigg Boss на Star Maa . Рама Рао-молодший почав вести п'ятий сезон «Evaru Meelo Koteeswarulu» у 2021 році на телеканалі Gemini TV .

## Раннє життя і сім'я
Рама Рао народився 20 травня 1983 року в Хайдарабаді в сім'ї Нандамурі Харікрішни, кіноактора і політика, і Шаліні Бхаскара Рао, яка родом з Кундапура, штат Карнатака. Він онук актора телугу і колишнього головного міністра штату Андхра-Прадеш, Н. Т. Рами Рао. Спочатку його назвали Тарак, але за пропозицією свого діда він був перейменований на Н. Т. Рама Рао. Він навчався в середній школі Відіяранья і закінчив середню освіту в коледжі Святої Марії в Хайдарабаді . Він тренований танцівник Кучіпуді.
Рама Рао є зведеним братом актора і продюсера Нандамурі Кальян Рами.

## Акторська кар'єра

### 1991—2006: Дебют і початкова кар'єра
Рама Рао вперше з'явився у фільмі «Брахмарші Вішвамітра» (1991), написаному і зрежисованому його дідом Н. Т. Рама Рао . Потім він грав роль Рами в Ганасекхарі — міфологічний фільм «Рамаянам» (1996), який виграв Національну премію фільму за кращий дитячий фільм .
Режисер К. Рагхавендра Рао рекомендував Рама Рао С. С. Раджамулі для його режисерського дебюту «Студент № 1» (2001) у середині 2000 року після того, як він був вражений його грою на прослуховуваннях та його попереднім фільмом «Рамаянам». Пізніше він підписав контракт з продюсером Рамоджі Рао, і він вирішив працювати над романтичною драмою Нінну Чудалані, яка ознаменувала його дебют головним актором. На той момент йому було лише 17 років «Студент № 1», випущений пізніше, мав успіх, тоді як «Subbu» (2001) був комерційним провалом.
У фільмі «Ааді» (2002), режисера дебютанта В. В. Винаяка, він зіграв чоловіка, який намагається помститися господареві за смерть батьків. Фільм став одним із найкасовіших 2002 року Він знімався в інших фільмах, таких як «Алларі Рамуду» Б. Гопала (2002) і політичний трилер А. М. Ратнама «Наага» (2003). «Сімхадрі» (2003), його друга співпраця з Раджамулі, стала одним із найкасовіших фільмів на телугу року.
Далі він з'явився у бойовику Пурі Джаганнадха «Andhrawala» (2004), який викликав багато галасу, але пролетів у прокаті. Потім він знявся у бойовику «Самба» (2004) у своїй другій співпраці з Винаяком. Пізніше він зіграв подвійну роль у сімейній драмі «Naa Alludu» (2005) і знявся у фільмах Гопала «Narasimhudu» (2005) та «Ashok» Рендера Редді . Усі три фільми провалилися в прокаті. Його роль в «Naa Alludu» (2006) вважається одною з його найкращих.

### 2007—2010: Прорив і успіх
Рама Рао втретє співпрацював з режисером Раджамулі над соціально-фантастичним фільмом «Ямадонга» . Для цього фільму йому довелося змінити вигляд, скинувши понад 20 кг, оскільки він важив 94 кг. Рао зіграв Раджу, злодія, який пізніше критикує та ображає Яму, а потім раптово потрапляє в пекло через погані вчинки. Фільм отримав надзвичайно позитивні відгуки, а згодом повернув його до вищої ліги кінотеатру телугу. За роль в цьому фільмі він отримав нагороду Filmfare Award за найкращу чоловічу роль мовою телугу. Актор Собхан Бабу високо оцінив гру Рами Рао у фільмі. Пізніше Рама Рао підписався на бойовик «Кантрі», режисером якого був дебютант Мехер Рамеш, протеже Пурі Джаганнад . У 2009 році Рама Рао взяв річну перерву в агітації за партію телугу Десам (TDP) на загальних виборах 2009 року.

### 2015— дотепер: Подальші успіхи
У 2015 році він знявся у фільмі «Temper» режисера Пурі Джаганнада . Фільм мав необхідний успіх для Рами Рао, після серії невдач, а його роль корумпованого поліцейського Дайя, який стає хорошим персонажем, була оцінена як глядачами, так і критиками. 
Після успіху «Temper» Рама Рао працював у фільмі «Nannaku Prematho» (2016) режисера Сукумара під продюсуванням «Sri Venkateswara Cine Chitra» та «Reliance Entertainment» . За свою гру він отримав другу премію Filmfare за найкращу чоловічу роль мовою телугу. Рама Рао представився в новому образі із зачесаним волоссям і довгою бородою для фільму та отримав позитивні відгуки критиків і глядачів. Пізніше того ж року Рама Рао знявся у вересневому випуску фільму «Janatha Garage» режисера Коратали Сіви, де він грав разом з малаяламським актором Моханлалом . У 2016 році фільм отримав найвищу премію для толлівудського фільму та був другим за рейтингом фільму в Толлівуді всіх часів після Баахубалі: Початок.  і став найкасовішим фільмом року мовою телугу.
У 2017 році Рама Рао зіграв потрійну роль у фільмі «Jai Lava Kusa» під керівництвом К. С. Равіндри. Джай Лава Куса зібрав у всьому світі майже 130,90 крор рупій і мав успіх у прокаті, а критики похвалили його потрійну роль.
У 2018 році він знявся в Trivikram Srinivas, який став одним з найкасовіших Tollywood фільмів року.

### Телевізійна кар'єра
Рама Рао вів реаліті-шоу Bigg Boss 1, яке транслювалося на Star Maa. Телевізійний дебют Рами Рао мав величезний успіх і отримав рекордний рейтинг для Star Maa, зробивши його каналом номер один серед усіх шоу. Шоу розпочалося з 16 липня 2017 року Він також був гостем у реаліті-шоу мовою телугу Meelo Evaru Koteeswarudu і в реаліті-шоу на телугу Dhee 2 і Dhee 10. У лютому 2021 року було підтверджено, що він буде ведучим Evaru Meelo Koteeswarulu. Пізніше, 10 липня 2021 року, він приєднався до виробництва шоу.

## Особисте життя

### Сім'я
Рама Рао одружився з Лакшмі Пранаті, дочкою ріелтора і бізнесмена Нарне Шрініваси Рао. Дружина Шрініваси Рао є племінницею Н. Чандрабабу Найду, який виступав посередником у шлюбі. Їх весілля відбулася 5 травня 2011 у Хайдарабаді виставковому центрі Hitex, у Мадхапурі. У пари є двоє синів.

### Політична затримка і нещасний випадок
Рама Рао був одним із учасників кампанії телугу Десам на загальних виборах в Індії 2009 року з квітня по травень 2009 року в Андхра-Прадеші . 26 березня 2009 року, після передвиборної агітації, по дорозі до Хайдарабаду, позашляховик, у якому він був пасажиром, був збитий іншим транспортним засобом у Суряпеті. Його та його супутників викинуло з позашляховика, вони отримали травми. Він лікувався в Інституті медичних наук Крішни в Секундерабаді, де повністю одужав.

### Філантропія
У 2009 році Рама Рао оголосив, що має намір пожертвувати 20 лакхів у Фонд допомоги головного міністра для проведення операцій з надання допомоги постраждалим від повені. Під час аудіо-конференції Baadshah у 2013 році фанат загинув через сильну тисняву, Рама Рао пожертвував 5 лакхів його родині.
У 2014 році Рама Рао оголосив, що має намір пожертвувати 20 лакхів у Фонд допомоги CM для проведення операцій з надання допомоги жертвам циклону Худхуд в штаті Андхра-Прадеш.